# Aurelio Vidmar
Aurelio Vidmar, född 3 februari 1967 i Adelaide, Australien, är en australisk fotbollsspelare.